# Selaginella raiateensis
Selaginella raiateensis är en mosslummerväxtart som beskrevs av John William Moore. Selaginella raiateensis ingår i släktet mosslumrar, och familjen mosslummerväxter. Inga underarter finns listade i Catalogue of Life.